# Anne de Tinguy
Pour les articles homonymes, voir De Tinguy.
Pour les autres membres de la famille, voir Famille de Tinguy.
Anne de Tinguy (née en 1950) est une historienne et politologue française travaillant sur les relations internationales. Elle est spécialiste de la politique étrangère de la Russie et de l'Ukraine.

## Biographie

### Jeunesse et études
Ancienne élève de l'Institut national des langues et civilisations orientales, elle est une ancienne auditrice à l'Institut des hautes études de la défense nationale (IHEDN).
Elle est docteur en science politique de l'Institut d'études politiques de Paris (1981). Elle est habilitée à diriger des recherches depuis (2003).

### Parcours professionnel
Elle enseigne actuellement à l'Institut d'études politiques de Paris, où elle est responsable académique du double master franco-russe « Affaires internationales » de l'IEP de Paris et de l'Institut d'État des relations internationales de Moscou (MGIMO),.
Elle enseigne parallèlement à l'Institut national des langues et civilisations orientales (INALCO), où elle est directrice de recherche et donne un cours sur l'histoire et la civilisation de l'URSS et de la Russie.
Elle est chercheuse associée au Centre d'études et de recherches internationales (CÉRI) de l'Institut d'études politiques de Paris.
Elle est spécialiste de la politique étrangère de la Russie et de l'Ukraine et traite aussi de questions sociales, notamment les migrations.

### Autres fonctions
Membre du comité de rédaction des Cahiers d'études sur la Méditerranée orientale et le monde turco-iranien (CEMOTI), elle est aussi vice-présidente de l'Association française des études ukrainiennes.
À plusieurs reprises, elle a été consultante pour différents organismes dont le Conseil de l'Europe.

## Publications
Anne de Tinguy est l'auteur de nombreux ouvrages de politique étrangère et de politique sociale. 

### Politique étrangère et relations internationales de la Russie et de l'Ukraine
- USA-URSS, la détente, Complexe, Bruxelles, 1985  (ISBN 978-2870271599)
- Les relations soviéto-américaines, Presses universitaires de France, Volume 2348 de la collection Que sais-je ?, Paris, 1987  (ISBN 978-2130399544)
- Les années Gorbatchev. L'URSS de 1985 à 1991, avec Marie-Agnès Crosnier et Jean Gueit, La Documentation française, Paris, 1993  (ISBN 978-2110029706)
- L'Effondrement de l'empire soviétique, direction, Bruylant, Bruxelles, 1998  (ISBN 978-2802711490)
- L'Ukraine, nouvel acteur du jeu international, direction, Bruylant, Bruxelles, 2001  (ISBN 978-2275019949)
- Contribution à l'étude de la puissance dans le monde de l'après-Guerre froide. Le cas de la Russie, Institut d'études politiques de Paris, octobre 2003
- Moscou et le monde, 2008  (ISBN 978-2746710740),
- Le géant empêtré. La Russie et le monde de la fin de l'URSS à l'invasion de l'Ukraine, éd. Perrin, 2022  (ISBN 978-2262041731)

### Questions sociales en Russie et en Ukraine
- La Grande Migration. La Russie et les Russes depuis l'ouverture du rideau de fer, Plon, Paris, 2004
- Ukraine. La recherche en sciences humaines et sociales, direction, rapport à la Direction de la recherche du ministère de la Recherche, septembre 2002